# Pe Ell (Washington)
Pe Ell es una ciudad ubicada en el condado de Lewis en el estado estadounidense de Washington. En el año 2000 tenía una población de 657 habitantes y una densidad poblacional de 424,6 personas por km².

## Geografía
Pe Ell se encuentra ubicada en las coordenadas 46°34′17″N 123°17′49″O / 46.57139, -123.29694.

## Demografía
Según la Oficina del Censo en 2000 los ingresos medios por hogar en la localidad eran de $27.321, y los ingresos medios por familia eran $30.625. Los hombres tenían unos ingresos medios de $36.875 frente a los $18.125 para las mujeres. La renta per cápita para la localidad era de $12.481. Alrededor del 22,4% de la población estaban por debajo del umbral de pobreza.